# Pierrefiques
Pierrefiques település Franciaországban, Seine-Maritime megyében. Lakosainak száma 130 fő (2022. január 1.). Pierrefiques Beaurepaire, Bordeaux-Saint-Clair, Sainte-Marie-au-Bosc, Le Tilleul és Villainville községekkel határos.

## Népesség
A település népességének változása:
| Lakosok száma | 139  | 138  | 143  | 135  | 134  | 135  | 134  | 132  | 130  |
|               | 2013 | 2015 | 2016 | 2017 | 2018 | 2019 | 2020 | 2021 | 2022 |